# Долгошапко, Ольга Николаевна
Ольга Николаевна Долгошапко — министр здравоохранения самопровозглашённой Донецкой Народной Республики в 2018—2020 годах, доктор медицинских наук (2006), член Союза писателей России (2024).

## Биография
Родилась в Донецке 18 апреля 1962 года.
В 1987 году окончила Донецкий национальный медицинский университет имени Горького (ДонНМУ). По окончании работала практикующим специалистом, профессором кафедры акушерства, гинекологии и перинатологии ДонНМУ, проректором по лечебной работе ДонНМУ. В 2006 году получила учёную степень доктора медицинских наук, защитив диссертацию на тему «Гнойно-воспалительные заболевания в акушерстве (патогенез, клиника, система лечебных и профилактических мероприятий)». Более 30 лет Ольга Николаевна проработала в Донецком региональном центре охраны материнства и детства акушером-гинекологом.
Во время войны в Донбассе 11 августа 2014 года возглавила «Первый военный госпиталь ДНР», в котором также оперировала раненых (доставала осколки) во время массового поступления. Госпиталь не был официально зарегистрирован как медицинское учреждение и был закрыт в 2015 году.
Указом Главы ДНР № 106 от 3 декабря 2018 года Ольга Долгошапко была назначена министром здравоохранения Донецкой Народной Республики.
Указом Главы ДНР № 232 от 12 июля 2020 года была освобождена от занимаемой должности министра здравоохранения. Указом Главы ДНР № 236 от 13 июля Ольга Долгошапко была назначена советником Главы ДНР. 19 июля 2020 года была награждена государственной наградой ДНР — знаком отличия «За заслуги перед Республикой».
В 2023 году под редакцией Ольги Долгошапко вышла книга «Госпиталь, которого не было…», рассказывающая о работе Первого военного госпиталя ДНР. В феврале 2024 года была принята в Союз писателей России.

## Награды
- знак отличия «За заслуги перед Республикой»[18]

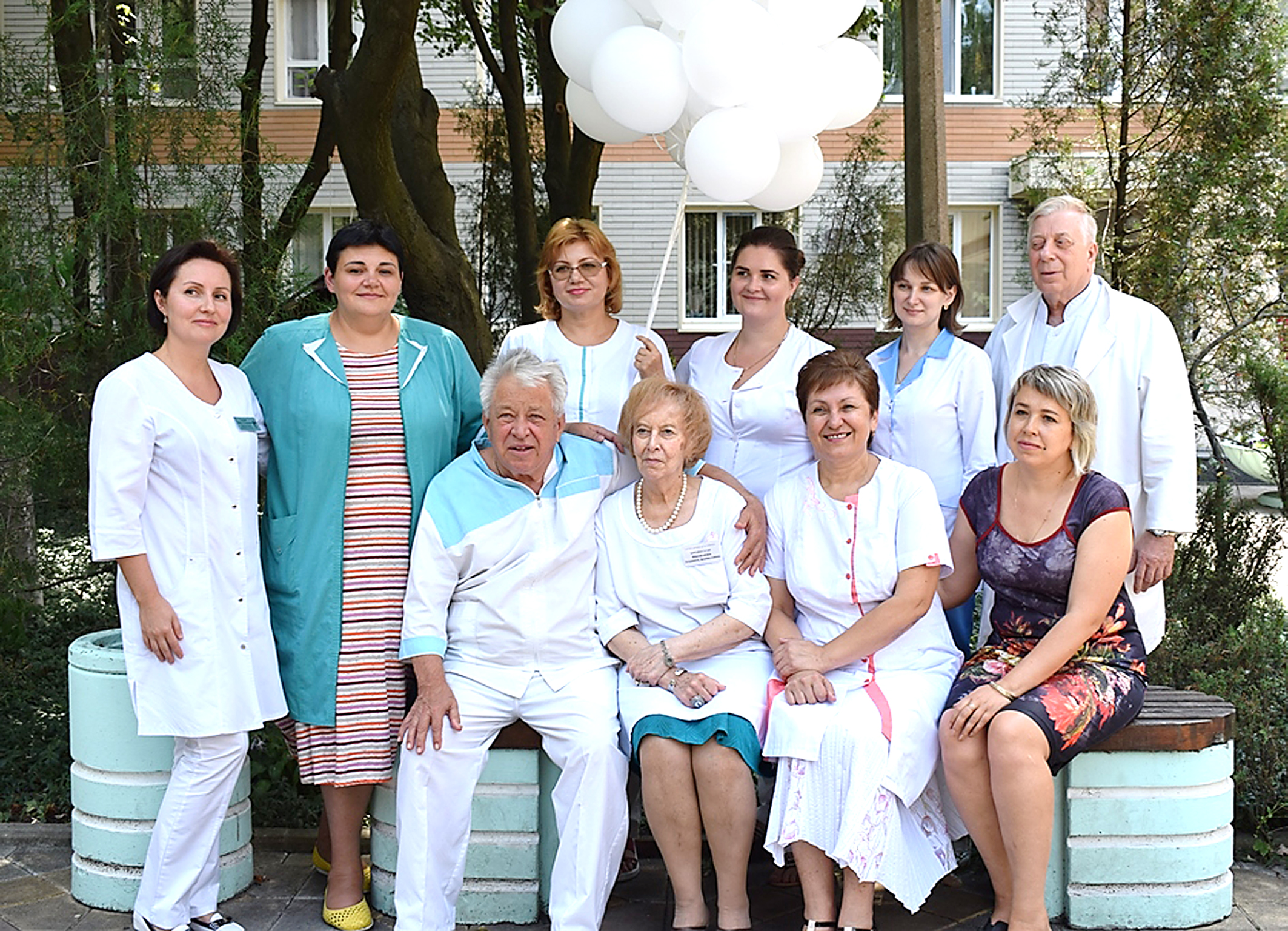
Руководство донецкого Центра материнства и детства. В нижнем ряду вторая справа Ольга Долгошапко
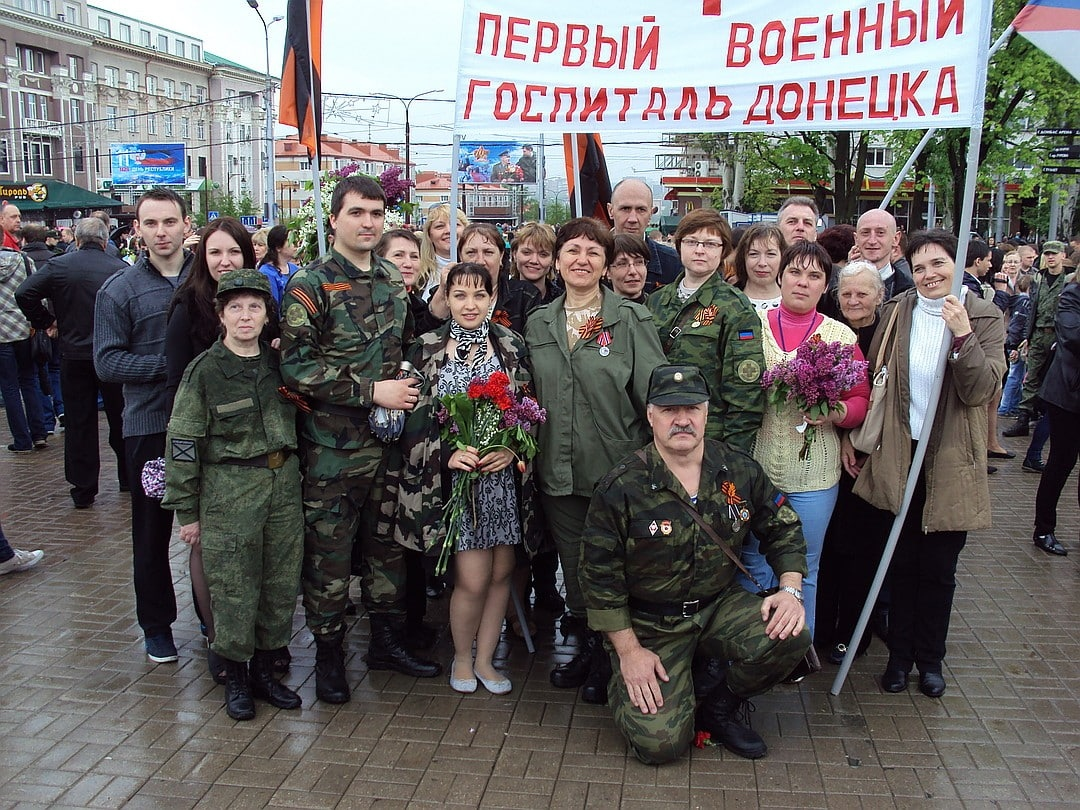
Врачи первого военного госпиталя в ДНР в День Победы в Донецке. По центру Ольга Долгошапко
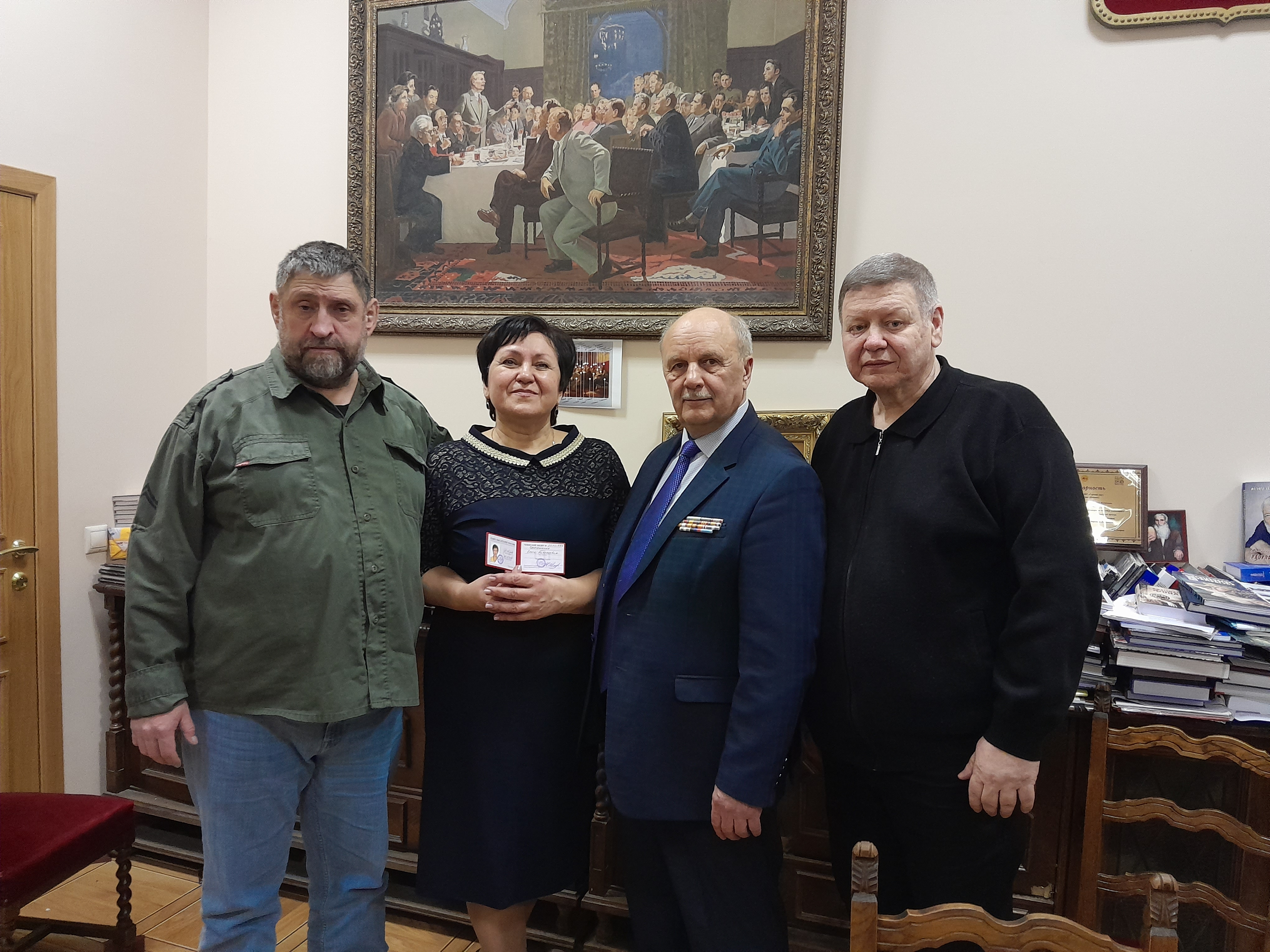
Приём Ольги Долгошапко в члены Союза писателей России

## Публикации
- Чайка В. К. Комплаентность и эффективность в лечении хронических воспалительных заболеваний органов малого таза у женщин / В. К. Чайка, О. Н. Долгошапко // Здоровье женщины. — 2006. — № 3 (27). — С. 56-60.
- Chayka, V., Dolgoshapko, O., Babich, T. and Govorukha I., 2006. Prevention of disbacteriosis in pregnant and women recently confined with surgical delivery. News of Medicine and Pharmacy 19: 14-15.
- Долгошапко О. Н. Гнойновоспалительные заболевания в акушерстве (патогенез, клиника, система лечебных и профилактических мероприятий): Дис. докт.мед.наук: 14.01.01. Донецк, 2006. 385 с.
- Долгошапко О. Н. Состояние системы ПОЛ/АОЗ у родильниц с гнойно-воспалительными заболеваниями в зависимости от типа иммунного ответа // Медико-соціальні проблеми сім’ї. — 2006. — Т. 11, № 2. — С. 37-43.
- Долгошапко О. Н. Особенности микрофлоры родовых путей родильниц с гнойно-воспалительными заболеваниями и их связь с типом иммунного ответа пациенток // Медико-соціальні проблеми сім’ї. — 2006. — Т. 11, № 3. — С. 25-29.
- Долгошапко О. Н. Озонотерапия и её влияние на отдельные звенья иммунитета, ПОЛ и АОЗ, показатели гемостаза у беременных с гнойно-воспалительными заболеваниями // Медицинские аспекты квалитологии: Сб. научных статей и сообщений. Периодич. приложение к научному мед. журналу «Вестник новых мед. технологий». — Львов-Тула-Донецк, 2006. — Выпуск 2. — С. 119—125.
- Чайка В. К., Демина Т. Н., Долгошапко О. Н., Батман Ю. А., Мещерякова А. В. Диагностика, лечение и профилактика нарушений минерального обмена у женщин. Киев,2007. — 37с.
- Долгошапко О. Н. Акушерский сепсис: диагностика, врачебная тактика, лечебно профилактические мероприятия // Медицинские аспекты здоровья женщины. — 2008. — № 2 (11).
- Долгошапко О. Н., Чермных С. В. Акушерский сепсис: новый взгляд на старую проблему // Труды Крымского ГМУ. — 2008. — Т. 144, часть III. — С. 113—117.
- Лечебный плазмаферез в интенсивной терапии аллергических реакций у больных акушерского стационара / Т. В. Джоджуа, С. В. Чермных, Т. Н. Демина, О. Н. Долгошапко // Информационный архив. 2008. Т. 2. № 4. С. 123—126.
- Долгошапко О. Н. От кровопускания до плазмафереза или новое в лечении акушерского сепсиса // Медико-соцiальнi проблеми сiм'ï. 2009. Т. 14. Ч. 2. С. 13-20. 9.9. шока // Критические состояния в акушерстве, гинекологии и неонатологии. М., 2003. С. 7-11.
- Зауральский Р. В., Долгошапко О. Н. Современные подходы к диагностике, лечению и профилактике перинатальных осложнений при изоиммунизации по антигенам системы АВ0//Медико-соцiальнi проблеми сiм'ї. −2009. -Т. 14, ч. 1. -С. 84-89.
- Крыжановская М. В., Ермаченко А. А., Долгошапко О. Н., Ласачко С. А. Молекулярная идентификация возбудителей, ассоциированных с бактериальным вагинозом, у беременных с преждевременными родами в анамнезе //Проблемы, достижения и перспективы развития медикобиологических наук и практического здравоохранения: Труды Крымского государственного медицинского университета им. С. И. Георгиевского. — 2010. — Т. 149, ч. IV. Таврический медико-биологический вестник. — 2010. — Т.13, № 4. — С. 97 — 99.
- Долгошапко О. Н. Роль и место анаэробной инфекции в развитии акушерско-гинекологических заболеваний, особенности её лечения и профилактики / О. Н. Долгошапко // Здоровье женщины. — 2010. — № 10. — С. 41-43. EDN: OGAADV
- Попков А. В. Новые подходы в оценке неврологического статуса у пациенток с преэклампсией/А. В. Попков, О. Н. Долгошапко//Сучаснi медичнi технологiї. −2010. -№ 4. -С. 25-27.
- Крыжановская, М. В. Бактериоскопическая картина влагалищных выделений у женщин с преждевременными родами в анамнезе и дискомфортом в нижних половых путях / М. В. Крыжановская, А. А. Ермаченко, О. Н. Долгошапко // Збiрник наук. праць Асоцiацiї Акушерiв-гiнекологiв України. — К.: Iнтермед, 2011. — С. 495—497.
- Ласачко С. А. Послеродовой мастит и лактостаз: тактика ведения / С. А. Ласачко, О. Н. Долгошапко. Под ред. чл. -корр. НАМИ Украины В. К. Чайки // Основы репродуктивной медицины: практическое руководство [ 2-е изд. испр. и доп.]. — Донецк: ЧП «Лавис», 2011. — С. 489—509.
- Долгошапко О. Н., Попков А. В. Новые подходы в оценке неврологического статуса у пациенток с преэклампсией // Медико-социальные проблемы семьи. — 2011. — № 1. — Том 16.
- Долгошапко О. Н. Роль и место анаэробной инфекции в развитии акушерско-гинекологических заболеваний, особенности её лечения и профилактики//Медицинские новости. 2011. № 2. С. 82-84. EDN: OGAADV
- Долгошапко О. Н. Синдром системного воспалительного ответа в акушерстве / О. Н. Долгошапко // Здоров’я України. Темат. номер: Гiнекологiя. Акушерство. Репродуктологiя. — 2012. — № 1. — С. 44-46.
- Долгошапко О. Н. Вагинальный кандидоз на фоне бактериального вагиноза: актуальное решения старой проблемы / О. Н. Долгошапко // Здоров’я України. Темат. номер: Гiнекологiя. Акушерство. Репродуктологiя. — 2012. — № 3. — С. 20-21.
- Долгошапко О. Н. Синдром системного воспалительного ответа в акушерстве / О. Н. Долгошапко // Здоров’я України. Темат. номер: Гiнекологiя. Акушерство. Репродуктологiя. — 2012. — № 1. — С. 44-46.
- Прокофьева Т. И., Долгошапко О. Н., Игнатенко Г. А., Пацкань И. И. К вопросу организации лечебной работы, как части образовательного процесса высшей школы, в особенных условиях (военного времени) // Медицина Военного времени. Донбасс 2014—2015: материалы международной научно-практической конференции. (ДНР, г. Донецк, 29-30 октября 2015). — Донецк: ДонНМУ им. М. Горького, 2015. — С.217-219.
- Военно-полевая медицина (часть 1): учебное пособие / Э. Я. Фисталь, О. И. Бассов, О. Н. Долгошапко, Н. Н. Фисталь, Д. В. Соболев. Донецк: Восточный изд. дом, 2015. 624 с.
- Долгошапко О. Н., Роговой А. Н., Стрионова В. С. Содержание токсичных веществ в организме беременных и врожденные пороки развития плода // Материалы XVI Всероссийского научного форума «Мать и дитя». М., 2015. С. 58-59.
- Эстет В. В., Долгошапко О. Н., Полежай А. В., Тисленко Д. С., Роговой А. Н., Баркалов С. В. Организация лечебно — эвауационной помощи раненым и военнослужащим в условиях полублокады г. Донецка // Медицина военного времени. Донбасс 2014—2015: материалы международной научно — рактической конференции. ДНР, г. Донецк, 29-30 октября 2015 г.- Донецк: Дон Н М У им. М.Горького, 2015.- С. 48-50.
- Чуркин Д. В., Гасендич Е. С., Долгошапко О. Н., Ластков Д. О. Оценка эффективности применения комплекса биологически активных добавок при адаптации военнослужащих после перенесенной пневмонии // Медицина в Кузбассе. 2016. Т. 15, № 4. С. 9-13. EDN: XDGFNJ
- Роговой А. Н., Долгошенко О. Н., Стрионова В. С. Особенности микрофлоры мочи беременных с обструкцией мочевыводящих путей // Медико-социальные проблемы семьи. 2016. Т.21. № 2. С.20-23. EDN: YISDLZ
- Чермных С. В., Чайка В. К., Железная А. А., Долгошапко О. Н. Эфферентная терапия в профилактике и лечении акушерских осложнений. Материалы конференции «Проблемы женского здоровья и пути их решения». М., 2017; 32.
- Джоджуа Т. В., Чермных С. В., Долгошапко О. Н. Фотоплетизмография как неинвазивный метод оценки периферического кровотока при кесаревом сечении у пациенток с преэклампсией. Материалы XI Всероссийской конференции «Проблемы женского здоровья и пути их решения». М., 2017. C. 11.
- Долгошапко, О. Н. Исторические корни создания университетских клиник / О. Н. Долгошапко, А. Н. Роговой, В. С. Стрионова // Университетская клиника. — 2017. — Т.13, № 1. — С.104-108. EDN: ZHVLNR
- Наш опыт применения технологии «Плазмолифтинг» (Plasmoliftingtm)в комплексном лечении бесплодия у мужчин / О. Н. Долгошапко, В. А. Черноус,Р. Р. Ахмеров, Ю. П. Богослав // Университетская клиника. — 2017. — № 3-2 (24). -С. 67-71. EDN: ZWUISL
- Долгошапко, О. Н. Синдром системного воспалительного ответа в акушерстве и гинекологии: основные понятия и патогенетические аспекты / О. Н. Долгошапко, Н. П. Гребельная, А. А. Роговой // Медико-социальные проблемы семьи. — 2018. — №. 1.- С. 79-87. EDN: UZFPEK
- Долгошапко, О. Н. Хронические воспалительные заболевания органов малого таза с позиции синдрома эндогенной интоксикации / О. Н. Долгошапко, А. Б. Матийцив, А. Г. Гринцов, Г. Г. Пилюгин, А. А. Христуленко // Архив клинической и экспериментальной медицины. — 2019. — Т. 28. — № 4. — С. 345—347.
- Руководство по перинатологии: В двух томах / Иванов Д. О.,Александрова Е. М., Арутюнян Т. Г. [и др.]. 2 е изд., перераб.и доп. СПб: ООО «Информ Навигатор». 2019. 936 с. 978 5 906572 30 1. ISBN 978-5-906572-30-1 EDN: SIYDVM
- Фисталь Э. Я., Долгошапко О. Н. и др. Специализированная хирургическая помощь при боевой травме: учебное пособие. Донецк, 2019. 237.
- Чуркин Д. В., Ластков Д. О., Долгошапко О. Н., Антропова О. С. Влияние предшествующего труда в условиях производственного шума на развитие сенсоневральной тугоухости в исходе военной травмы // Воен.-мед. журн. — 2019. — Т. 340, № 3. — C. 68-71. EDN: ZALUXR
- Порханов В. А., Поляков И. С., Богданов С. Б., Афаунов А. А., Блаженко А. Н., Муханов М. Л. и др. Современные аспекты оказания медицинской помощи в условиях чрезвычайных ситуаций: учебное пособие для врачей, под ред. Порханова В.А, Фисталь Э. Я. Краснодар: ООО «Просвещение-Юг», 2020. 315 с. EDN: CPLPPI
- Рогова А. Н., Малинин Ю. Ю., Долгошапко О. Н., Стрионова В. С., Лунева Н. Н. Дифференцированный подход к определению метода дренирования у беременных с обструкцией верхних мочевыводящих путей // Оригинальные исследования. 2022. Т. 27, № 4. С. 5-10.
- Роговой А. Н., Долгошапко О. Н., Малинин Ю. Ю., Стрионова В. С. Влияние озонотерапии на течение беременности и родов у женщин с обструкцией мочевыводящих путей. Медико-социальные проблемы семьи. 2023; Т. 28, 3: 26-31. EDN: JKSFCC
- Долгошапко О. Н., Чермных С. В., Роговой А. Н., Стрионова В. С. Решение демографических проблем Донбасса как приоритетное направление здравоохранения Донецкой Народной Республики. Архив клинической и экспериментальной медицины. 2023; 32 (3): 5-11. EDN: DFQUBA
- Боевая травма для гражданского медика : Руководство для врачей / О. В. Ремизов, А. Н. Колесников, В. Д. Слепушкин [и др.]. — Москва : Общество с ограниченной ответственностью «Издательство „Литтерра“», 2024. — 544 с. — ISBN 978-5-4235-0418-2. — DOI 10.33029/4235-0418-2-WTD-2024-1-544. — EDN RGCRKF.